# Highlander 3
Série Highlander
Highlander, le retour
(1991) Highlander: Endgame
(2000)
Pour plus de détails, voir Fiche technique et Distribution.
Highlander 3 (Highlander III: The Sorcerer) est un film franco-canado-britannique réalisé par Andy Morahan, sorti en 1994.
C'est le 3e film de la franchise Highlander et également la suite directe du premier film.

## Synopsis
Au XVIe siècle au Japon, Connor MacLeod part à la découverte d'un maître. Il rencontre l'immortel Nakano, un sorcier maître de l'illusion, qui lui enseigne une partie de son savoir. Mais MacLeod est poursuivi par Kane, un autre immortel. Il parvient à le retrouver et tue le sage Nakano. Mais la puissance du quickening fait s'effondrer la grotte et Kane est enterré vivant avec les deux autres immortels qui lui étaient alliés.
En 1788, en France, Connor rencontre Sarah Barrington venue d'Angleterre et en tombe amoureux. Pendant la Révolution française, l'immortel est capturé et condamné à mort pour trahison contre le roi Louis XVI. Son ami Pierre Bouchet, lui aussi immortel, prend sa place, fatigué de sa longue vie. Croyant que Connor est mort, Sarah épouse un autre homme. Au moment où MacLeod la retrouve, il découvre qu'elle a désormais fondé une famille. Le Highlander décide de la laisser continuer à croire qu'il est mort.
En 1985, le rassemblement a lieu à New York et MacLeod est apparemment le dernier immortel encore en vie. Lui et son nouvel amour Brenda Wyatt déménagent en Écosse et se marient. Elle est tuée dans un accident de voiture en 1987 alors que lui survit sans aucune blessure, indiquant qu'il n'a pas perdu son immortalité et n'a peut-être pas remporté le prix. En 1994, Connor vit avec son fils adoptif John à Marrakech. Pendant ce temps, l'archéologue Dr Alexandra Johnson (très ressemblante à Sarah Barrington) fait partie d'une équipe qui mène des fouilles dans la grotte légendaire de Nakano. L'excavation libère Kane et ses acolytes. Kane décapite Senghi pour gagner en puissance tandis que son autre soldat Khabul part à la recherche de Connor.

## Fiche technique
Sauf indication contraire, les informations mentionnées dans cette section peuvent être confirmées par les bases de données cinématographiques IMDb et Allociné,  présentes dans la section « Liens externes ».
- Titre original : Highlander III: The Sorcerer
- Titre français : Highlander 3
- Titre québécois : Highlander III
- Autres titres : Highlander III: The Magician, Highlander: The Final Dimension, Highlander 3: The Final Conflict
- Réalisation : Andrew Morahan
- Scénario : Paul Ohl, d'après une histoire de Brad Mirman et William N. Panzer, d'après les personnages créés par Gregory Widen
- Musique : J. Peter Robinson
- Décors : Gilles Aird et Ben Morahan
- Costumes : Jackie Budin et Mario Davignon
- Photographie : Steven Chivers
- Son : Michel B. Bordeleau, Luc Boudrias, Michel Descombes
- Montage : Yves Langlois
- Production : Claude Léger
  - Production exécutive : Mychèle Boudrias
  - Production déléguée : Guy Collins et Charles L. Smiley
  - Coproduction : Eric Altmayer, Jean Cazes et James Daly
- Sociétés de production :
  - Canada : Transfilm et Karambole Films Productions
  - France : Initial groupe et Lumière Pictures
  - Royaume-Uni : Fallingcloud
- Sociétés de distribution : Entertainment Film Distributors (Royaume-Uni) ; AFMD (France) ; Les Films Séville (Canada, DVD)
- Budget : 26 millions de $ [1]
- Pays de production :  Canada,  France,  Royaume-Uni[2]
- Langue originale : anglais
- Format : couleur — 35 mm — 2,35:1 (CinemaScope) — son Dolby Digital
- Genre : fantastique, aventure, action
- Durée : 99 minutes
- Dates de sortie[3] :
  - Royaume-Uni : 9 décembre 1994
  - France : 18 janvier 1995[4]
- Classification :
  - Royaume-Uni : interdit aux moins de 15 ans (15 - Suitable only for 15 years and over)[5]
  - France : tous publics[6]
  - Canada (Manitoba / Nouvelle-Écosse) : interdit aux moins de 18 ans (R - Restricted)
  - Canada (Nouvelle-Écosse, version coupée): les enfants de moins de 14 ans doivent être accompagnées d'un adulte (14A - 14 Accompaniment)
  - Canada (Ontario) : film réservé aux personnes de 14 ans ou plus ou aux personnes de moins de 14 ans accompagnées d'un adulte (Ontario Film Review Board - AA Adult Accompaniment)
  - Canada (Québec) : 13 ans et plus (13+ / 13 years and over)

## Distribution
- Christophe Lambert (VF : lui-même) : Connor MacLeod
- Mario Van Peebles (VF : Jean-Louis Faure) : Kane
- Deborah Kara Unger (VF : Michèle Buzynski) : Dr Alex Johnson / Sarah Barrington
- Mako (VF : Pierre Baton) : Nakano
- Gabriel Kakon (VF : Emmanuel Garijo) : John MacLeod, le fils adoptif de Connor
- Daniel Dõ : Dr Takamura
- Martin Neufeld (VF : Philippe Peythieu) : le lieutenant John Stenn
- Louis Bertignac : Pierre Bouchet
- Raoul Trujillo : Senghi Khan
- Jean-Pierre Pérusse : Khabul Khan
- Michael Jayston (VF : Daniel Beretta) : Jack Donovan
- Paul Hopkins (VF : Thierry Wermuth) : Tommy
- Vlasta Varna (VF : Jacques Richard) : Vorisek
- John Dunn-Hill (VF : Jean-Pierre Leroux) : le fou se prenant pour Napoléon Bonaparte
- Christopher Heyerdahl : l'homme à la queue de cheval

## Production

### Développement
Après l'échec critique et commercial de Highlander, le retour, cette suite ignore les événements du film dans lequel on apprenait que les immortels venait de la planète Zeist. Le scénario sera plusieurs fois réécrit. Le script original incluait des flashbacks dans l'Écosse du XVIIe siècle et dans l'Angleterre du XVIIIe siècle. Un personnage nommé Cavanagh y était un ami proche de MacLeod. L'antagoniste principal s’appelait Kilvera. Des personnages du premier film étaient présents dans les premières versions du script : Rachel Ellenstein et l'inspecteur Bedsoe. Par ailleurs, une scène montrait le héros tuer Jack l'Éventreur, qui était aussi un immortel.

### Attribution des rôles
Christophe Lambert retrouve Mario Van Peebles avec lequel il avait tourné Deux doigts sur la gâchette quelques mois plus tôt. Sean Connery refusera de participer à ce film, même pour un simple caméo. L'acteur écossais avait déjà hésité à participer au second volet mais, sous l'insistance de Christophe Lambert, avait finalement accepté pour un cachet de 3 millions de dollars et 6 jours de tournage.

### Tournage
Confirmant la volonté de revenir à l'essence du premier film, le tournage a eu lieu en partie en Écosse (Lochaber, Glen Nevis,...), mais également à New York, au Canada (aéroport international Montréal-Mirabel, Montréal), au Maroc et au Japon.

### Musique
Le réalisateur Andy Morahan avait mis en scène plusieurs clips pour le groupe Guns N' Roses. Il souhaitait initialement que le groupe compose des chansons pour le film, comme Queen pour le premier film. Les membres semblent emballés jusqu'à ce le chanteur Axl Rose refuse en raison de la présence de l'acteur Mario Van Peebles (pour une raison inconnue). La musique est finalement composée par J. Peter Robinson.
Le film inclut la chanson Bonny Portmore interprétée par Loreena McKennitt. Cette même chanson sera présente dans le film suivant, Highlander: Endgame, cette fois interprétée par Jennifer McNeil. On peut par ailleurs entendre une version instrumentale de la chanson Dr. Feelgood de Mötley Crüe, lors du combat final entre MacLeod et Kane.

## Accueil

### Accueil critique
À l'instar du film précédent, ce 3e film reçoit des critiques très négatives. Le film est nommé aux Stinkers Bad Movie Awards 1994 dans la catégorie "La suite que personne ne réclamait" pour Claude Léger. Il fait cependant un peu mieux en récoltant 5% d'opinions favorables sur l'agrégateur américain Rotten Tomatoes, pour 20 critiques recensées. En France, Pierre Murat de Télérama écrit notamment que « Quand la musique s'efface c'est rare, la bande-son émet en permanence une sorte de pssmmhaouwhasssischlak pénible. La mise en scène (?), elle, est voyante, c'est-à-dire que l'on ne voit rien, tant les plans se bousculent, comme dans un clip ».

### Box-office
Le film rapporte 37 094 773 $ de recettes dans le monde, dont 13 994 773 $ aux États-Unis et au Canada. En France, il totalise 900 137 entrées, dont 206 945 à Paris.

## Éditions en vidéo
- En France, le film Highlander 3 est sorti en DVD le 5 juillet 2000[13] et le 12 novembre 2013[14].

Le film est également sorti en VOD le 5 octobre 2020.

## Commentaires
Considéré comme une suite alternative au premier film, Highlander 3 fait tout de même preuve de cohésion avec le film original, notamment en raison du fait que Connor MacLeod croyait être devenu le dernier des immortels et hérité du fameux Prix après avoir décapité le Kurgan. Lorsque Kane et ses camarades sont libérés de la grotte du sorcier Nakano après y être restés emmurés durant plus de quatre cents ans, MacLeod réalise qu'il n'est plus le dernier immortel et que, par conséquent, il doit ré-achever son accomplissement.
Le film présente également quelques similitudes avec le premier volet. Par exemple :
- Lorsqu'il kidnappe John (le fils adoptif de Connor), Kane s'amuse à faire peur à l'enfant en roulant vite sur la route, tout en esquivant des obstacles, comme avait fait jadis le Kurgan avec Brenda Wyatt.
- Plus tard, Kane propose un rendez-vous à MacLeod dans un message téléphonique en faisant entendre son otage (ici John).
- Connor et Alex passent une nuit d'amour assez torride, une scène intime qui n'est pas sans rappeler celle entre Connor et Brenda.
- À la fin de l'histoire, réalisant qu'il est enfin le seul immortel restant, Connor retourne vivre à nouveau en Ecosse, cette fois-ci avec Alex et John.